# Ramon Moya i Ribalta
Ramon Moya i Ribalta (Castellnou de Seana, 2 de març de 1956) és un entrenador de futbol català, anteriorment jugador.

## Trajectòria
Com a jugador no destacà a gran nivell. Com a fet més destacat jugà a la UE Sant Andreu a segona divisió entre 1975 i 1977.
Com a entrenador començà la seva trajectòria al futbol base del RCD Espanyol dirigint al segon equip de l'entitat. L'any 2002 es feu càrrec del primer equip del club en substitució de Juande Ramos, essent substituït posteriorment per Javier Clemente. També ha estat al capdavant d'altres clubs catalans com CE L'Hospitalet, CE Sabadell FC i UDA Gramenet. És l'entrenador que més partits ha dirigit amb el CE L'Hospitalet (261 partits). En el seu palmarès figuren dos ascensos a Segona B amb l'Espanyol B i l'Hospitalet.
El seu germà Antoni Moya i Ribalta també fou futbolista.